# Henri Brunschwig
Henri Brunschwig (* 2. Juni 1904 in Mülhausen; † 20. Juli 1989 in Versailles) war ein französischer Historiker, der vor allem zur Kolonialgeschichte in Afrika südlich der Sahara forschte. In Deutschland wurde er durch seine Studien zur „deutschen Nervosität“ und zur deutschen „romantischen Mentalität“, die den Geist der Aufklärung unterhöhlt und so auch zu den politischen Krisen in Deutschland geführt hätten, bekannt. Er hatte von 1962 bis 1975 den Lehrstuhl für Geschichte Afrikas an der École pratique des hautes études inne.

## Leben
Brunschwig wuchs als Sohn eines Handelsvertreters im Elsass auf, das bis zum Ende des Ersten Weltkriegs zum Deutschen Reich gehörte. Infolge des Versailler Vertrags wurde er französischer Staatsbürger. Er studierte Geschichte und Geographie an der Universität Straßburg bei Lucien Febvre und Marc Bloch. Brunschwig bestand 1930 die Agrégation (Lehrbefugnis für höhere Schulen) und erhielt sein Diplôme d’études supérieures (D.E.S.) durch eine Arbeit zu den Lebensbedingungen in Straßburg zu Beginn der Französischen Revolution, die er bei Georges Lefèbvre anfertigte.
1931–1933 und 1934–1935 sowie erneut im Sommer 1937 war er Stipendiat (pensionnaire) der „Maison académique française“ bzw. des Institut français in Berlin, um seine Thèse d’Etat über La crise de l’État prussien à la fin du XVIIIe siècle et la genèse de la mentalité romantique („Die Krise des preußischen Staats am Ende des 18. Jahrhunderts und die Entstehung der romantischen Mentalität“) anzufertigen. Für diese Arbeit verknüpfte er entsprechend der von Febvre und Bloch begründeten Annales-Schule sozial- und bevölkerungshistorische Forschungen mit der Mentalitätsgeschichte. Ab 1937 war er Geschichtslehrer am Lycée Henri IV, wo er Schüler auf die Aufnahmeprüfung der École coloniale vorbereiten sollte, obwohl er zu der Zeit nach eigener Angabe noch keinerlei Kenntnis zur Kolonialgeschichte hatte. Mit Ausbruch des Zweiten Weltkriegs wurde er zum Militär eingezogen und war ab 1940 als Kriegsgefangener – wie sein Kollege und Freund Fernand Braudel – im Offizierslager Oflag X-C in Lübeck inhaftiert. Unter dem Schutz der Genfer Konvention entging er dem Holocaust.
Nach der Befreiung Deutschlands war Brunschwig von 1945 bis 1974 Leiter des deutschsprachigen Programms des staatlichen französischen Rundfunks ORTF. Er wurde 1948 als Nachfolger Charles-André Juliens zum Professor für französische Kolonialgeschichte an die École nationale de la France d’Outre-Mer berufen. 1962 folgte er dem Ruf auf den neugeschaffenen Lehrstuhl für afrikanische Geschichte in der sozialwissenschaftlichen Sektion der École pratique des hautes études in Paris, aus der 1975 (als Brunschwig in den Ruhestand trat) die École des hautes études en sciences sociales (EHESS) hervorging. Zu seinen akademischen Schülern zählten Catherine Coquery-Vidrovitch, Marc Michel und Elikia M’Bokolo. Er gehörte dem Herausgeberbeirat der 1960 gegründeten Fachzeitschrift Cahiers d’études africaines an.

## Werke
- La crise de l’État prussien à la fin du XVIIIe siècle et la genèse de la mentalité romantique. PUF, Paris 1947.
- La colonisation française. Calmann-Lévy, Paris 1949.
- Histoire de la colonisation. S.D.M.O.M., Paris 1953.
- L’expansion allemande outre-mer du XVe siècle à nos jours. Paris 1957.
- Mythes et réalités de l’impérialisme colonial français, 1871–1914. Armand Colin, Paris 1960.
- L’avènement de l’Afrique noire. Armand Colin, Paris 1963.
- Brazza explorateur. L’Ogooué 1875–1879. Mouton, Paris 1966.
- Le partage de l’Afrique noire. Flammarion, Paris 1971 (Questions d’histoire).
- als Herausgeber: Brazza explorateur. Les traités Makoko, 1880–1882. Mouton, Paris 1972.
- Société et romantisme en Prusse au XVIIIe siècle. Flammarion, Paris 1973 (rééd. abrégée de la thèse de 1947); deutsche Ausgabe: Gesellschaft und Romantik in Preußen im 18. Jahrhundert, Ullstein, Frankfurt u. a. 1976.
- Noirs et Blancs dans l’Afrique noire française. Flammarion, Paris 1983.
- L’Afrique noire au temps de l’impérialisme français. Denoël, Paris 1988.